# الدین، خیبر پختانخواه
الدین، خیبر پختانخواه (به انگلیسی: Adina, Khyber Pakhtunkhwa) در پاکستان است که در خیبر پختونخوا واقع شده‌است.